# Eurozásuvka

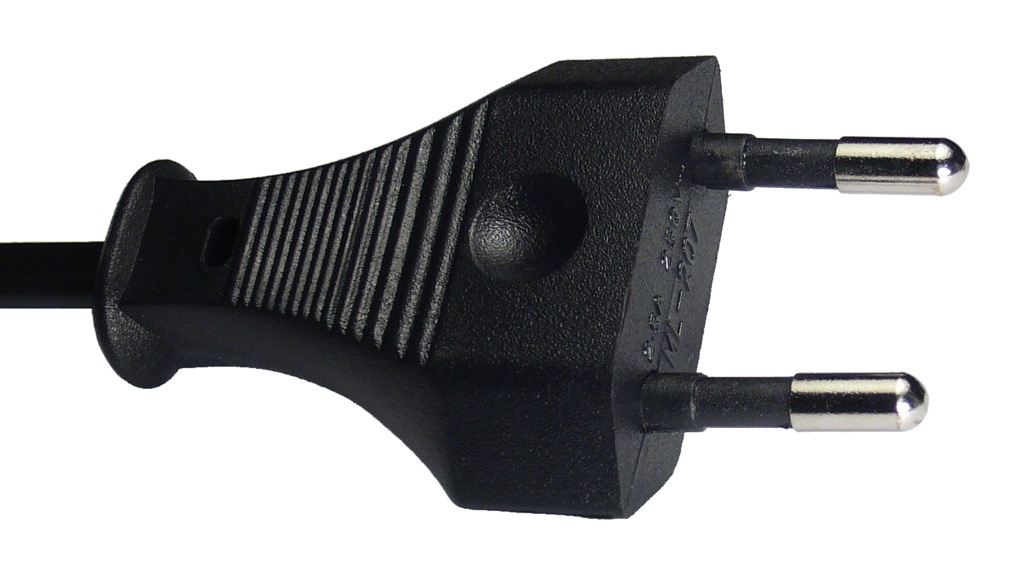
Eurozástrčka

Eurozásuvka je plochá, nepřepojitelná dvoupólová domácí síťová zástrčka s kulatým kolíkem, určená pro napětí do 250 V a proudy do 2,5 A. Není kompatibilní se zásuvkami BS 1363 s obdélníkovým kolíkem, které se nacházejí na Kypru, Gibraltaru, Singapuru, Malajsii, Spojených arabských emirátech, Hongkongu, Irsku, Maltě a Spojeném království. Podle normy musí být eurozástrčky nepřepojitelné a musí být dodávány připojené k napájecímu kabelu, cokoli jiného nevyhovuje.

## Historie
Design Eurozásuvky, určený pro použití se zásuvkami splňujícími jiné normy, se poprvé objevil v roce 1963. Eurozásuvka je proto někdy také označována jako „zásuvka CEE 7/16 Alternative II“ nebo jednoduše jako „zásuvka CEE 7/16“.